# Осипенко, Георгий Николаевич
Георгий Николаевич Осипенко (26 ноября (8 декабря) 1899; Санкт-Петербург, Российская империя — 3 сентября 1961; Ленинград, РСФСР, СССР) — советский актёр театра и кино.

## Биография
Родился 26 ноября, по некоторым данным 8 декабря 1899 года в Санкт-Петербурге Российской империи. Отец работал кассиром багажной кассы на Октябрьской железной дороге, мать служила в качестве дежурной студии в радиодуме Тульского подземельного банка.
Детство Осипенко провёл в деревне Александровка под родным городом. Позже был определён в приют Императорского человекалюбивого общества, а спустя годы был переведён в интернат Санкт-Петербургского коммерческого училища.
После того, как Осипенко получил отличное образование, можно было на тот момент достичь хороших результатов в обществе, но с приходом власти большевиков, ему были предоставлены скромные перспективы. После училища Осипенко устроился агентом по погрузкам в Центральное корперативное товарищество, только продержался мужчина там мало и ушёл от туда.
У Осипенко со временем начала проявляться тяга к драматической сцене и молодой человек пошёл обучаться в Петроградскую школу актёрского мастерства, но окончить её так и не получилось, Осипенко призвали на службу в ряды Красной армии, там проходил службу в качестве артиста-красноармейца в 4-й передвижной труппе. Демобилизовавшись в 1922 году вернулся к предыдущей учёбе актёрского мастерства.
Во время Великой Отечественной войны Осипенко ушёл добровольцем на фронт. В момент эвакуации театра драмы имени А. С. Пушкина, Осипенко отозвали обратно в труппу. За свою жизнь успел поработать в нескольких театрах и сняться в 11 фильмах, играя яркие роли.
Скончался 3 сентября 1961 года на родине в Санкт-Петербурге. Место захоронения:  Северное кладбище.

### Оценочные мнения
За свою недолгую жизнь Георгий Николаевич сделал достаточно, чтобы его имя было вписано в историю отечественного искусства. Человек скромный и непритязательный.киновед Алексей Николаевич Тремасов

## Фильмография
- 1932 — Победители ночи (о походе «Малыгина» в 1931 году) — английский матрос
- 1937 — Пугачёв — мужик
- 1939 — Танкисты — вражеский пулемётчик
- 1947 — Пирогов — матрос
- 1952 — Живой труп (фильм-спектакль) — швейцар в суде
- 1953 — Горячее сердце (фильм-спектакль) — Силан, дворник, дальний родственник Курослепова
- 1953 — Лес (фильм-спектакль) — Уар Кирилыч Бодаев, помещик, сосед Гурмажской
- 1955 — Максим Перепелица — Опанас, приятель Кондрата, тубист его сельского оркестра
- 1955 — Они знали Маяковского (фильм-спектакль) — Жорж Жуакин
- 1957 — Дон Кихот — хозяин пастушонка Андреса
- 1959 — Дорога уходит в даль — санитар